# 巴扬达·瓦拉扎
巴扬达·瓦拉扎（2006年2月9日—），南非男子田径运动员，主攻短跑，2023年非洲U18田径锦标赛男子100米铜牌得主、2024年夏季奥林匹克运动会男子4×100米接力银牌得主。